# Eumops wilsoni
Eumops wilsoni (Baker, McDonough, Swier, Larsen, Carrera & Ammerman, 2009) è un pipistrello della famiglia dei Molossidi diffuso nell'America meridionale.

## Descrizione

### Dimensioni
Pipistrello di medie dimensioni, con la lunghezza della testa e del corpo di 126,9 mm, la lunghezza dell'avambraccio di 58,2 mm, la lunghezza della coda di 46 mm, la lunghezza del piede di 13,1 mm, la lunghezza delle orecchie di 21,8 mm e un peso fino a 26,3 g.

### Aspetto
Si tratta di una forma criptica esternamente indistinguibile da Eumops glaucinus, dalla quale si caratterizza in alcune differenze nel cariotipo, il quale è 2n=38 FNa=54.

## Biologia

### Alimentazione
Si nutre di insetti.

## Distribuzione e habitat
Questa specie è conosciuta in una località dell'Ecuador sud-occidentale, sull'Isola di Puná e in una località del Perù nord-occidentale.
Vive nelle foreste tropicali secche.

## Conservazione
Questa specie, essendo stata scoperta solo recentemente, non è stata sottoposta ancora a nessun criterio di conservazione.